# Aeolis (cuadrángulo)

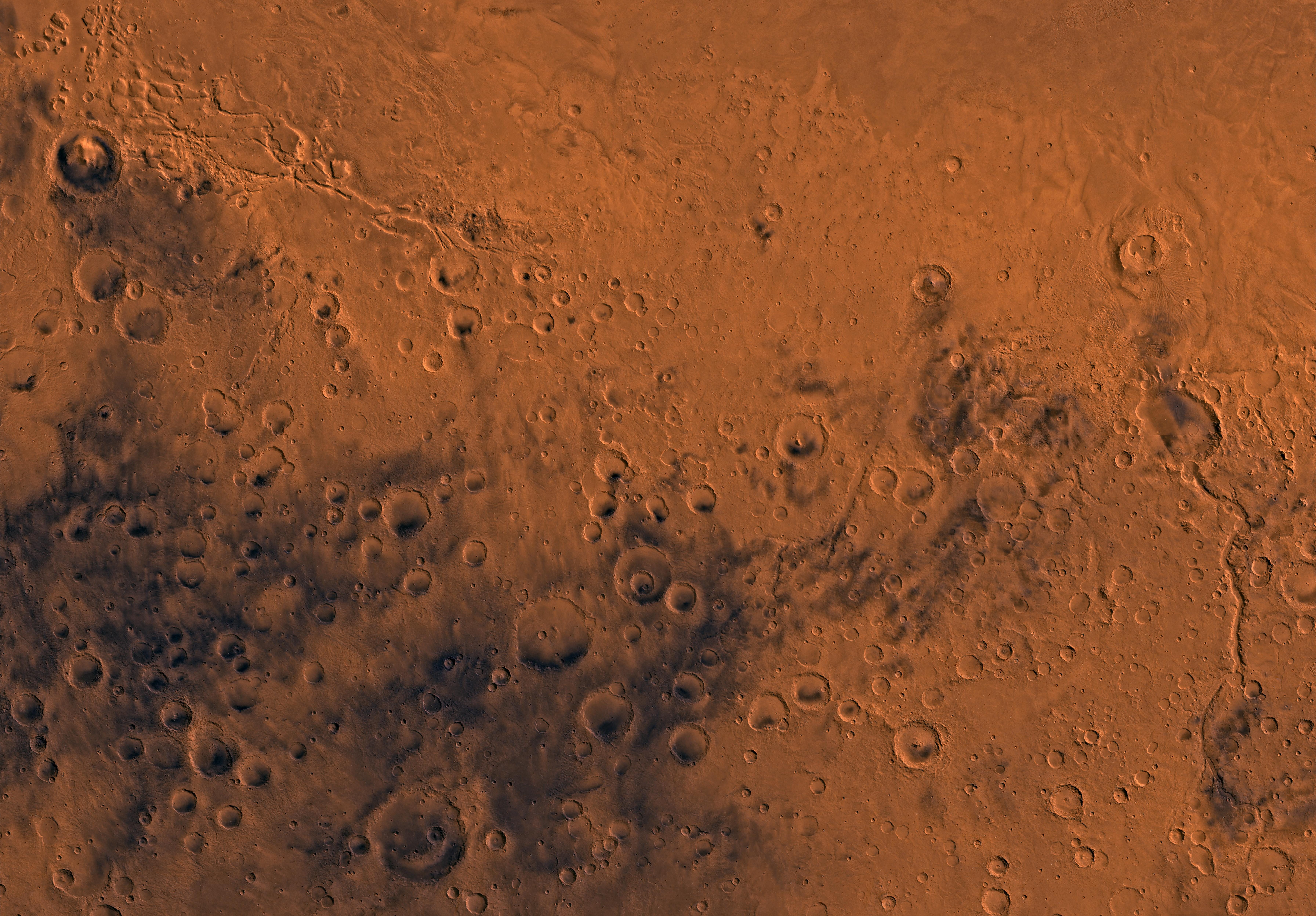
Imagen del Cuadrángulo Aeolis (MC-23). La parte norte contiene Elysium Planitia. La parte noreste incluye Apollinaris Patera. La parte sur contiene principalmente tierras altas llenas de cráteres.

El cuadrángulo de Aeolis es uno de una serie de 30 mapas cuadrangulares de Marte utilizados por el Programa de Investigación de Astrogeología del Servicio Geológico de los Estados Unidos (USGS). Al cuadrilátero también se le conoce como MC-23 (Mars Chart-23). El cuadrángulo de Aeolis cubre 180° a 225° W y 0° a 30° sur en Marte , y contiene partes de las regiones Elysium Planitia y Terra Cimmeria. Una pequeña parte de la Formación Medusae Fossae se encuentra en este cuadrilátero.
El nombre se refiere al nombre de una isla occidental flotante de Aeolus, el gobernante de los vientos. En el relato de Homero, Odiseo recibió el viento del oeste Zephyr aquí y lo guardó en bolsas, pero el viento se escapó.
Es famoso por ser el sitio de aterrizaje de dos naves espaciales: el sitio de aterrizaje del rover Spirit ( 14.5718°S 175.4785°E ) en el cráter Gusev (4 de enero de 2004), y el rover Curiosity en el cráter Gale (4.591817°S 137.440247°E), el 6 de agosto de 2012.
Un gran valle de río antiguo, llamado Ma'adim Vallis, entra en el borde sur del cráter Gusev, por lo que se creía que el cráter Gusev era un antiguo lecho de lago. Sin embargo, parece que un flujo volcánico cubrió los sedimentos del lecho del lago. Apollinaris Patera, a large volcano, lies directly north of Gusev Crater. Apollinaris Patera, un gran volcán, se encuentra directamente al norte del cráter Gusev.
El cráter Gale, en la parte noroeste del cuadrángulo de Aeolis, es de especial interés para los geólogos porque contiene un montículo de rocas sedimentarias en capas de 2 a 4 km (1,2 a 2,5 millas) de altura, llamado "Monte Sharp" por la NASA en honor a Robert P. Sharp (1911–2004), científico planetario de las primeras misiones a Marte. Más recientemente, el 16 de mayo de 2012, "Mount Sharp" fue nombrado oficialmente Aeolis Mons por el USGS y la IAU.
Algunas regiones del cuadrángulo de Aeolis muestran un relieve invertido.  En estos lugares, el lecho de un arroyo puede ser una característica elevada, en lugar de un valle. Los antiguos cauces de arroyos invertidos pueden deberse a la deposición de grandes rocas o a la cementación. En cualquier caso, la erosión erosionaría la tierra circundante, pero dejaría el antiguo canal como una cresta elevada porque la cresta será más resistente a la erosión.
Los yardangs son otra característica que se encuentra en este cuadrilátero. Generalmente son visibles como una serie de crestas lineales paralelas, causadas por la dirección del viento predominante.